# Koszmosz–148
A Koszmosz–148 (DS-P1-I) (GRAU jel: 11F620) (oroszul: Космос 148) a szovjet Koszmosz műhold-sorozat tagja. Technikai műhold, radarállomások etalonja.

## Küldetés
1966-tól 1977-ig a radarállomások (felderítés, követés, pályaelemek meghatározása) beállítására használták. Polgári (űrhajózási, csillagászati) és katonai (légvédelmi – szárazföldi, tengeri) radarállomások (eszközök) mérési etalonjaként szolgált.

## Jellemzői
Dnyipropetrovszk (ukránul: Дніпропетровськ), orosz nevén Dnyepropetrovszk (oroszul: Днепропетровск), Ukrajnában OKB–586 a Déli Gépgyár (Juzsmas) volt a központja több Koszmosz műhold összeszerelésének. Üzemeltetője a moszkvai honvédelmi minisztérium (Министерство обороны).
1967. március 16-án a Pleszeck űrrepülőtérről Koszmosz–2M (63SZ1M) segítségével indították Föld körüli pályára. Az orbitális egység pályája 91,3 perces, 71 fokos hajlásszögű, az elliptikus pálya perigeuma 275 kilométer, apogeuma 436 kilométer volt. Hasznos tömege 325 kilogramm. A sorozat felépítését, szerkezetét, alapvető fedélzeti rendszereit tekintve egységesített, szabványosított tudományos-kutató űreszköz. Formája henger, átmérője 1,2 méter, hossza 1,8 méter. Áramforrása kémiai, illetve a felületét burkoló napelemek energiahasznosításának kombinációja (akkumulátor, napelemes energiaellátás – földárnyékban puffer-akkumulátorokkal).
A Koszmosz–106 űreszköz programját folytatta, 1967-ben az egyetlen etalon, technikai műhold.
1967. május 7-én belépett a légkörbe és megsemmisült.